# 9122 Hunten
9122 Hunten este un asteroid din centura principală de asteroizi.

## Descriere
9122 Hunten este un asteroid din centura principală de asteroizi. A fost descoperit pe 22 martie 1998 la Kitt Peak National Observatory în cadrul proiectului Spacewatch. Asteroidul prezintă o orbită caracterizată de o semiaxă mare de 2,92 ua, o excentricitate de 0,04 și o înclinație de 3,1° în raport cu ecliptica.